# Umwelttechnik
Unter den Begriffen Umwelttechnik, Technischer Umweltschutz oder Umweltschutztechnik versteht man die technischen und technologischen Verfahren zum Schutz der Umwelt sowie zur Wiederherstellung bereits geschädigter Ökosysteme. Diese Verfahren werden im Bereich der Umweltingenieurwissenschaften entwickelt. Teilweise wird die Ingenieurwissenschaft, die sich mit der Umweltschutztechnik beschäftigt, auch Umwelttechnik genannt. 
Gegenstand der Umwelttechnik sind: 
- insbesondere die Entsorgung (z. B. Abfallbeseitigung, Müllverbrennung, Recycling, das Anlegen von Deponien, Abwasserreinigung),
- technische Maßnahmen zum Gewässer-, Boden-, Lärm- und Strahlenschutz,
- Verfahren zur Verminderung der Luftverschmutzung (z. B. Rauchgasentschwefelung, Abgasreinigung, Entstaubungsverfahren), siehe Verfahrenstechnik,
- Techniken für die effektive Nutzung erneuerbarer Energien (z. B. Sonnenenergie, Erdwärme, Biokraftstoffe),
- sowie die messtechnische Erfassung und Überwachung von Schadstoffen und Umweltschäden.

Daneben gibt es auch umwelttechnische Konzepte und Maßnahmen zur umweltschonenden Produktion, zum Energiesparen und zur Vermeidung bzw. Verringerung von Emissionen und Abfällen.
Man unterscheidet folgende Anwendungen:
- End-of-pipe-Technologien
- Integrierter Umweltschutz

Umwelttechniker untersuchen Umweltschadstoffe und planen, konzipieren und bauen aufgrund der gewonnenen Erkenntnisse umwelttechnische Anlagen, um Umweltbelastungen zu minimieren.
Der Studiengang Umwelttechnologie oder Umwelttechnik wird an mehreren Standorten in Deutschland und darüber hinaus angeboten: Am Campus Burghausen, an der Montanuniversität Leoben, an der Fachhochschule Nordwestschweiz in Muttenz, an der Ostbayerischen Technischen Hochschule Amberg-Weiden, an der FH Oberösterreich in Wels und am MCI Management Center Innsbruck.